# Garland County
Garland County is een county in de Amerikaanse staat Arkansas.
De county heeft een landoppervlakte van 1.754 km² en telt 88.068 inwoners (volkstelling 2000). De hoofdplaats is Hot Springs.